# La Riba de Escalote
La Riba de Escalote település Spanyolországban, Soria tartományban. La Riba de Escalote Arenillas, Berlanga de Duero, Caltojar, Rello és Barcones községekkel határos. Lakosainak száma 8 fő (2024).

## Népesség
A település népessége az elmúlt években az alábbi módon változott:
| Lakosok száma | 25   | 25   | 23   | 20   | 18   | 17   | 11   | 9    | 9    | 8    |
|               | 2001 | 2004 | 2007 | 2009 | 2012 | 2014 | 2017 | 2019 | 2022 | 2024 |